# Digitalissläktet
Digitalissläktet eller fingerborgsblommor (Digitalis) är ett släkte i familjen grobladsväxter med cirka 25 arter i Europa och Asien. Digitalis är en hjärtmedicin som har använts sedan medeltiden. Det är en av de äldsta medicinerna.{{https://www.1177.se/undersokning-behandling/behandling-med-lakemedel/lakemedel-utifran-diagnos/lakemedel-vid-formaksflimmer/#section-31610}}